# Бойко, Сергей Сергеевич (политик)
Бойко, Сергей Сергеевич (род. 7 августа 1974 года) — российский оппозиционный политик и активист, либертарианец, член незарегистрированной политической партии «Либертарианская партия России». С 2017 по 2020 год занимал пост Председателя ЛПР

## Биография
Бойко Сергей Сергеевич родился 7 августа 1974 года. В 1996 году окончил исторический факультет Пермского государственного университета (ПГУ), после чего два года работал в школе учителем истории. В 1999 году окончил магистратуру в Московской высшей школе социальных и экономических наук (Шанинка) по политическим наукам. С 1999 по 2002 год работал на кафедре политических наук Пермского государственного университета, параллельно участвуя в избирательных кампаниях разного уровня. В 2002—2005 годах обучался в аспирантуре на факультете политологии в Российской академии госслужбы при Президенте РФ, где в 2005 году успешно защитил кандидатскую диссертацию по политическим наукам. В этот период участвовал и в ряде избирательных кампаний и исследовательских проектов. С 2006 по 2016 год Бойко работал в банках, страховых компаниях, службах маркетинга и связей с общественностью. Также он преподавал на факультете государственного и муниципального управления Высшей школы экономики (2006—2008) и в институте общественных наук РАНХиГС (2014).
Вступил в Либертарианскую партию России в конце 2011 года и быстро стал одним из её ключевых деятелей. С марта 2012 по 2014 год реализовывал проект либертарианского дискуссионного клуба. Принимал активное участие в организационных комитетах Чтений Адама Смита, в мемориальной конференции Айн Рэнд.
На втором съезде в мае 2012 года был избран членом Федерального комитета партии. В октябре 2015 года был вновь избран членом Федерального комитета и стал заместителем председателя ФК. Он также был соавтором Программы и Устава ЛПР. Участвовал в колонне Либертарианской партии России 6 мая 2012 года. А уже 12 ноября Сергей Бойко выступил против внесения сайтов «Луркоморье» и «Либрусек» в реестр запрещенных сетевых ресурсов.
Бойко активно участвовал в избирательных кампаниях, включая поддержку Веры Кичановой в МосгорДуму в 2014 году, Андрея Шальнева в ГорСовет Пушкино в 2014 году и Михаила Сазонова в 2015 году. Переговорщик от Либертарианской партии в Демкоалиции в 2015—2016. Был членом Избиркома праймериз Демкоалиции в 2015 году, а в 2016 году руководил избирательным штабом Андрея Шальнева на выборах в Государственную Думу РФ. 7 июня 2015 года Бойко выступил в качестве представителя Либертарианской партии России на съезде Партии народной свободы (ПАРНАС).  Кроме того, вошел в Комитет протестных действий от либертарианцев в 2014—2015 годах, был организатором и участником группы безопасности маршей мира и маршей памяти Немцова от либертарианцев.
В 2017 году был избран на пост Председателя Либертарианской партии России. Бойко Сергей Сергеевич активно принимал участие в различных митингах и был их организатором. Так, был организатором митингов за свободный интернет. 30 апреля 2018 года в Москве на проспекте Академика Сахарова в связи блокировкой Telegram в России состоялся митинг «Против блокировки Telegram». Событие охватило, по разным подсчётам, от 7,5 до 12,5 тыс. человек. Председатель Либертарианской партии России Сергей Бойко обратился к присутствующим: «Будьте свободными, выступайте за свободный интернет! Нет посадкам за лайки и перепосты, убрать Роскомнадзор!». Уже в июле 2018 года Председатель Федерального комитета Либертарианской партии Сергей Бойко организовал митинг против пенсионной реформы и налогового грабежа, со сцены зачитал резолюцию митинга: «Мы против налогового грабежа, против пенсионной реформы, против политических репрессий». Был задержан сотрудниками полиции.
В 2019 году под руководством Сергея Бойко Либертарианская партия России организовала крупный митинг «Против изоляции Рунета» в Москве, где он выступил с речью, критикуя законопроект о "суверенном интернете". 23 июня 2019 на митинге против полицейского произвола и политических репрессий Председатель Либертарианской партии России Сергей Бойко выступил с завершающей речью на митинге. Он выступил за отмену статей 228 и 282 УК РФ, отмену всех норм УК РФ по ограничению свободы слова, за амнистию всех осужденных по данным статьям. Выступил за реформу правоохранительных и судебных органов России, за гражданский контроль над спецслужбами, а также за люстрацию лиц, причастных к пыткам и неправосудным действиям. Участники митинга проголосовали резолюцию, подняв красные карточки, которые им раздавали в начале митинга. 30 июля 2019 года Бойко и Светов участвовали в переговорах с мэрией по согласованию акции 5 августа в поддержку кандидатов в Мосгордуму. В августе, когда Алексей Навальный отбывал 30 суток ареста в спецприемнике за призыв принять участие в протестной акции, эфир YouTube-программы "Навальный Live" за него проводил Сергей Бойко. 10 августа 2019 года прошёл митинг за честные выборы, в котором приняли участие свыше 60 тысяч человек. На сцене же выступил сам Бойко. В этом же году Сергей Сергеевич был задержан и арестован на 10 суток за организацию несогласованного шествия против политических репрессий и за честные выборы. 13 сентября вышел на свободу. 4 декабря 2019 года сотрудники органов пришли с обысками к Бойко по делу Михаила Светова.
Во время раскола Либертарианской партии России Бойко выступил против Михаила Светова и фракции "Принципы и дело", так как члены фракции исключали из партии нелояльных. После раскола в августе 2020 года Бойко отказался баллотироваться на пост Председателя партии. Уже в следующем году призвал принять участие в акции 21 августа для поддержки Алексея Навального, из-за чего позже был задержан. 22 июня 2021 года Бойко попал в желтую зону риска по лишению прав участия в выборах в качестве кандидата. В настоящее время Сергей Бойко читает либертарианские лекции в различных регионах России и занимается правозащитной деятельностью.

## Политические взгляды
Сергей Бойко является либертарианцем, анархо-капиталистом. Является сторонником децентрализации, laissez-faire.